# Boni pueri
Czeski Chór Chłopięcy BONI PUERI został założony w 1982 r. Od tego czasu stał się jedną z najbardziej znaczących europejskich instytucji muzycznych. Chór stanowi część nowo otwartej szkoły chóralnej BONI PUERI, działającej pod patronatem Czeskiego Ministerstwa Oświaty. Zespół liczy 350 członków i dał ponad 2550 koncertów w Europie, Ameryce i Azji. Zrealizował 8 własnych nagrań oraz wziął udział w 19 nagraniach dla innych podmiotów (Supraphon, EMI, BMG, ArcoDiva itp.).
Boni Pueri występuje z takimi wybitnymi artystami jak José Carreras. Realizuje nagrania dla telewizji i stacji radiowych, jak również występuje ze znaczącymi zespołami i orkiestrami z całego świata. Regularnie wyjeżdża na trasy koncertowe po USA (Grace Cathedral San Francisco), Japonii (Tokyo Bunka Kaikan Hall), Korei Południowej (Seoul Arts Centre), Wielkiej Brytanii, Holandii (Concertgebouw Amsterdam, De Doelen Rotterdam), Danii, Francji i Włoszech (Basilica di S. Maria Maggiore Bergamo) itd.
Chór brał udział w wielu międzynarodowych festiwalach muzycznych (The Prague Spring Festival 1994, 1995, 1998, 2004 and 2005, Europalia - Bruksela 1998, AmericaFest - Minneapolis 1998, 2002, Jeonju Sori Festival - Korea Południowa 2002) a w lipcu 2004 r. Stał się pierwszym w Europie gospodarzem World Festival of Singing for Men and Boys. Członkowie Boni Pueri występowali także w partiach solowych w przedstawieniu „Czarodziejski flet” W.A. Mozarta w Teatro dell'Opera di Roma w 2004 r.
Do najważniejszych projektów chóralnych w ostatnich latach należą występy z Bachowską Pasją według św. Mateusza, Requiem Mozarta i Fauré, inscenizacja opery dziecięcej Hansa Krása Brundibár oraz premiera nagrania muzyki kompozytorów barokowych, takich jak J.C.F. Fischera, P.J. Vejvanovský'ego i J.D. Zelenki. W 2003 r. za nagranie utworu Zelenki Sub olea pacis et palma virtuitis zespół otrzymał prestiżową nagrodę Cannes Classical Award.
Boni Pueri jest ambasadorem kulturalnym „Europejskiego Związku Chórów Unijnych”.